# Aeschynomene semilunaris
Aeschynomene semilunaris är en ärtväxtart som beskrevs av John Hutchinson. Aeschynomene semilunaris ingår i släktet Aeschynomene och familjen ärtväxter. Inga underarter finns listade i Catalogue of Life.